# Salair
Salair è una città della Russia siberiana meridionale, situata nella oblast' di Kemerovo. È amministrativamente compresa nel distretto urbano di Gur'evsk.
Sorge nel versante settentrionale delle cresta di Salair, 210 chilometri a sud del capoluogo Kemerovo.